# Rai 1
A Rai 1 (régies neve: Rai Uno, kiejtése: ráj unó) olasz közszolgálati televízió, a RAI egyes csatornája. A Rai nemzeti főadója, aminek műsora főként filmekből, magazinokból, vetélkedőműsorokból és sportközvetítésekből áll.

## Története

### 1950-es évek
1954. január 3-án, egy vasárnapi napon indult el az adás.
Az első adásnap Fulvia Colombo bemondónő felkonferálásával kezdődött, őt pedig Mike Bongiorno Arrivi e partenze (Érkezések és távozások) című műsorával követte.
Ebben az évben indult a Canzonissima és a Telegiornale műsor is.
1955-ben kezdte el a RAI a Sanremói Dalfesztivál televíziós közvetítését felváltva ezzel a rádiós közvetítést, 1956-tól ennek a fesztiválnak a mintájára indult el az Eurovíziós Dalfesztivál, amit a RAI a kezdetek óta közvetít. 1957-ben a Carosello (Körhinta) című műsor indult el, amely 20 évig volt műsoron. A Carosello keretében reklámokat és komikus rövidfilmeket vetítettek. A műsorblokknak köszönhetően jelent meg Calimero a fekete rút kiskacsa, amely később japán rajzfilmként vált ismertté sok országban.
1959-ben indult el a Zecchino d'Oro nevű nemzetközi gyermekdal fesztivál, amit a "gyerekek Sanremójának" neveztek utalva a Sanremói Dalfesztiválra.
Az első évektől kezdve hosszú ideig erős befolyása volt a Kereszténydemokrata Pártnak, amely igen szigorú cenzúrát alkalmazott. Kerülni kellett a trágár, durva szavakat. Tilos volt kritizálni politikusokat illetve egyházi személyeket, emellett tilos volt a fedetlen lábakat adásba adni.

### 1960-as évek
Ebben az évtizedben jelentős gazdasági fejlődés (boom economico) zajlott le, amely alapvetően megváltoztatta az olasz társadalmat is és a jólétet hozta el sokak számára. A Rai pedig ennek a gazdasági fejlődés egyik szimbóluma volt. A RAI volt abban az időben a legfőbb és leghatásosabb eszköz arra, hogy nyelvészetileg széttagolt Olaszország egységesebb legyen. Ekkoriban a mindennapi életben az olasz nyelv helyett inkább a helyi dialektusok voltak használatban, amelyek régiónként nagyon eltértek egymástól.
Az 1960-as évektől vált Olaszországban tömegcikké a televízió. 1960-ban indult a Non é mai troppo tardi című műsor, amely miatt csökkent az írástudatlanság a felnőtt olasz lakosság körében.

### 1970-es évek
1975-ben született meg a RAI reformja, amely alapjaiban megváltoztatta működését. A RAI felügyeletét a kormány helyett a parlament vette át. A szabályozás lehetővé tette a magán kábeltelevízió társaságok alapítását, a Rai egyeduralma ekkor szűnt meg, viszont hírműsorok sugárzása továbbra is a RAI számára volt megengedett. A csatorna ekkor kereszténydemokrata ellenőrzés alá került. A Rai két csatornája ekkor Rete 1 és Rete 2 néven működtek. Ebben az évben kezdődött a Domenica In nevű vasárnap délutáni műsorfolyam, amely a mai napig a Rai 1 meghatározó műsora.

### 1980-as évek
A Berlusconi tulajdonában levő Mediasethez tartozó Rete 4 megjelenését követően 1983-ban a RAI három csatornájának az arculatát és a megnevezését megváltoztatták, a Rete 1 RAI UNO, a Rete 2 RAI DUE és a Rete 3 RAI TRE nevet kapták. A Rai Uno színvilága azóta sötétkék színű.
1984 és 1985 között életbe lépett a Berlusconi-rendeletként ismert törvény, amely lehetővé tette, hogy a cége Fininvest érdekeltségébe tartozó három csatorna (Rete 4, Canale 5, Italia 1) országos szinten sugározza adását, ezzel kialakult a kereskedelmi és közszolgálati médiapiac.
1986-ban a Rai 1 közvetítette a szicíliai Cosa Nostra elleni palermói maffiapert, ami Maxiprocesso néven vált ismertté. Ez év decemberében elindult a csatorna reggeli műsora, az Unomattina.

### 1990-es évek
1990 augusztusában a Mammí-törvény kimondta, hogy minden közszolgálati és kereskedelmi csatorna köteles az ország egész területén sugározni adást. Továbbá a törvény kötelezővé tette az országosan fogható kereskedelmi televíziók számára hírműsor készítését.
1994-ben Mara Venier műsorvezetésével a Domenica In megverte nézettségben a rivális Mediasethez tartozó Canale 5-n futó Buona domenica című vasárnapi műsorfolyamot.
1995-ben Pippo Baudo műsorvezetésével, a Sanremói Dalfesztivál a műsor történetének addigi legnagyobb nézettségét érte el: A döntő estéjének számító 5. adásnapot 17,6 millióan néztek, amely 75,26%-os piaci részesedést jelentett. Ebben az évben tért vissza Spanyolországból Raffaella Carrà népszerű énekesnő, műsorvezető és elindult a Carràmba! Che sorpresa című showműsora, amely szintén rekord 9-11 millió fő közti átlagnézettséget ért el.
1996-ban indult el Bruno Vespa közéleti-politikai showműsora, a Porta a Porta.
Az 1998-as Sanremói dalfesztivál Raimondo Vianello műsorvezetésével is nagy nézettségre tett szert.

### 2000-es évek
A csatornáról a gyerekműsorokat átrakták a Rai 2 és Rai 3 csatornákra, így a Walt Disney meséket bemutató Disney Club is átkerült. Elindult a Don Matteo című sorozat Terence Hill főszereplésével.
2000 őszén elindult a Prova del Cuoco (Szakács próbája) című főzőműsor, amiben két csapat a paprika és paradicsom csapat párbajozik, a műsorvezető Antonella Clerici lett, aki rövid Mediaset-es kitérője után tért vissza.
Az esti fő műsoridőben a Scommetiamo che..., Carràmba! Che fortuna szórakoztató műsorok mentek.
Átpártolt a Mediasettől a Rai 1 csatornára Rosario Fiorello humorista, aki a Stasera pago io című műsort vezette.
A 2001-es Sanremói Dalfesztivál rekord nézettséget ért el, amit Raffaella Carrà és Pippo Baudo vezetett.
2002-ben Fabrizio del Noce lett a csatorna igazgatója, az ő ideje alatt a bolgár rendelet értelmében kirúgták a televíziótól Enzo Biagi, Michele Santoro és Daniele Luttazzi műsorvezetőket, akik kritizálták Silvio Berlusconi miniszterelnököt a 2001-es választási kampány során. Del Noce a Forza Italia képviselője volt 1994-1996 között.
2005-től a Serie A bajnokság közvetítési jogai átkerültek a Mediasethez, így a 90º minuto című műsor átmenetileg szünetel és 2008-tól újraindul a Rai 2 csatornán.
A Domenica In vasárnapi szórakoztató műsort részekre bontják: L'Arena című rovatot Massimo Gilleti, a Domenica In...Tv rovatot a már ismert Mara Venier vezeti.
A 2006/2007-es szezonban a L'ereditá című kvízműsort Carlo Conti vezeti, az Affari tuoi műsort (Áll az alku olasz kiadását) Flavio Insinna. A konkurens Canale 5-n futó szatirikus Striscia la notizia (A hírek csúsznak) megveri nézettségben a Rai 1 kvízműsorait. Mara Venier otthagyta a Domenica In-t, Lorena Bianchetti veszi át a helyét.
Nyílt konfliktus kerekedik az Affari tuoi és a Striscia la notizia műsorok miatt a Rai 1 és a Canale 5 között. A Mediaset azzal vádolta a Rai-t, hogy a kvízműsor főnyereményének a növelésével próbálnak nagyobb nézettségre szert tenni és elvenni a szatirikus műsor nézőit. A vádat Fabrizio Del Noce igazgató cáfolta.
Del Noce vezetése alatt indult el 2008-ban a Ti lascio una canzone (Neked engedek egy dalt) című zenei tehetségkutató műsort gyereknek, amit Antonia Clerici vezetett. A műsor nagy sikert aratott és több évadot megélt. Elindult az I miglior anni (A legjobb évek) varieté műsor Carlo Conti vezetésével. A Scommettiamo che...? utolsó évadát Alessandro Cecchi Paone és Henger Éva vezették.
2009-ben lemondott Del Noce, miután kiszivárgott egy ügyészségi lehallgatási jegyzőkönyv amiben Silvio Berlusconi arra kéri meg Agostino Saccát a Rai Fiction üzletág vezetőjét, hogy egy induló sorozatba két konkrétan megnevezett színészt szerepeltessen. Helyébe Mauro Mazza a TG2 addigi igazgatója kerül.

### 2010-es évek
Mauro Mazza vezetése alatt a 2010-es Sanremói Dalfesztivál nagy nézettséget hozott. Ő javaslatára a La vita in diretta című hétköznap délutáni közéleti műsornak lett egy szombati spin-offja is.
2010-ben a Rai arculatot váltott, a régi Rai-lepke helyett téglaformájú logók lettek, amibe a Rai és a csatorna név került be, így lett a Rai Uno helyett Rai 1. Ezzel együtt a Rai egységesített összes országos, általános tematikájú és tematikus, kábel csatornájának logóját.
2012-ben elindult a Rai televíziós archívumának show műsora a Techetecheté.

## A Rai 1 csatorna igazgatói
| Igazgató neve     | Időszak   |
| ----------------- | --------- |
| Mimmo Scarano     | 1976-1980 |
| Paolo Valmarana   | 1980      |
| Emmanuele Milano  | 1980-1987 |
| Giuseppe Rossini  | 1987-1989 |
| Carlo Fuscagni    | 1989-1993 |
| Nadio Delai       | 1993-1994 |
| Brando Giordani   | 1994-1996 |
| Giovanni Tantillo | 1996-1998 |
| Agostino Saccà    | 1998-2000 |
| Pier Luigi Celli  | 2000      |
| Maurizio Beretta  | 2000-2001 |
| Agostino Saccà    | 2001-2002 |
| Fabrizio Del Noce | 2002-2009 |
| Mauro Mazza       | 2009-2012 |
| Giancarlo Leone   | 2012-2016 |
| Andrea Fabiano    | 2016 óta  |

## Logók
| 1987. november 2. – 2000. október 22. | 2010. május 18. – 2016. szeptember 11. | A Rai 1 HD logója, 2013. október 25. és 2016. szeptember 11. között | 2016. szeptember 12. óta |
| ------------------------------------- | -------------------------------------- | ------------------------------------------------------------------- | ------------------------ |

## Nézettségi adatok
Az adatok a 4 éven felüli lakosság számarányát mutatják:
|      | Január | Február | Március | Április | Május  | Június | Július | Augusztus | Szeptember | Október | November | December | Éves átlag |
| ---- | ------ | ------- | ------- | ------- | ------ | ------ | ------ | --------- | ---------- | ------- | -------- | -------- | ---------- |
| 2012 | 19,22% | 21,10%  | 19,32%  | 18,31%  | 18,36% | 19,09% | 15,84% | 14,47%    | 17,08%     | 17,99%  | 18,83%   | 18,07%   | 18,32%     |
| 2013 | 18,59% | 20,89%  | 19,38%  | 18,47%  | 18,26% | 16,48% | 15,98% | 15,91%    | 16,51%     | 17,22%  | 17,86%   | 16,64%   | 17,81%     |
| 2014 | 17,58% | 18,84%  | 17,52%  | 16,83%  | 16,26% | 17,94% | 16,63% | 15,30%    | 16,84%     | 17,95%  | 18,11%   | 17,54%   | 17,35%     |
| 2015 | 17,33% | 19,70%  | 16,86%  | 16,84%  | 16,57% | 15,54% | 15,34% | 15,61%    | 16,89%     | 17,50%  | 17,30%   | 17,11%   | 16,96%     |
| 2016 | 17,60% | 20,01%  | 17,72%  | 17,31%  | 16,59% | 17,94% | 14,97% | 13,45%    | 15,49%     | 15,85%  | 15,79%   | 15,65%   | 16,63%     |

## Műsorai

### Jelenlegi műsorok

#### Show műsorok
- Sanremói Dalfesztivál (1955 óta)
- Castrocaroi Fesztivál (1957 óta)
- Zecchino d'Oro (1959 óta)
- Domenica In (1976 óta)
- Sanremo Giovani (1993-1998, 2001, 2015 óta)
- La prova del cuoco (2000 óta)
- L'anno che verrà (2003 óta)
- Ballando con le stelle (2005 óta)
- Notti sul ghiaccio (2006 óta)
- I migliori anni (2008 óta)
- Tale e Quale Show (Sztárban sztár olasz kiadása) (2012 óta)
- Eurovíziós Dalfesztivál (2016–: döntő, 2022–: elődöntők)
- Dieci cose (2016 óta)
- Fan Car-aoke (2016 óta)
- Big music show (2016 óta)
- Nemica Amatissima (2016 óta)
- Prodigi (2016 óta)
- L'importante è avere un piano (2016 óta)
- Cose Nostre (2016 óta)

#### Vetélkedők
- L'eredità (2002 óta)
- Affari tuoi (Áll az alku olasz kiadása) (2003 óta)
- Reazione a catena – L'intesa vincente (2007 óta)
- Colors (2016 óta)

#### Hír- és háttérműsorok
- TG1 (1954 óta)
- Che tempo fa? (Milyen idő van?, 1954-2003)
- Meteo1 (2003 óta)
- Speciale TG1 (1976 óta)
- Tv7 (1963 óta)
- RaiNews24 (mindennap reggel 5.15 és 6.00 között)
- Tribuna elettorale (Választási műsorok) (1960 óta)
- Tribuna politica (Politikai műsorok) (1961 óta)
- Appuntamento al Cinema (1981 óta)
- Porta a Porta (1996 óta)
- Unomattina, (reggeli műsor) (1986 óta)
  - Unomattina estate (reggeli műsor a nyári szezonban) (1992 óta)
  - Unomattina in famiglia (2010 óta)
- La vita in diretta (Az élet egyenesben) (2000 óta) előtte a Rai 2-n volt látható
- Buongiorno benessere – Tutti i colori della salute (2014 óta)
- Sottovoce (1994 óta)
- S'è fatta notte (2012 óta)
- Petrolio (2013 óta)
- L'arena (2013 óta)
- Parliamone... sabato (2016 óta)
- Il tempo è denaro (2016 óta)

#### Kulturális műsorok
- Superquark (1995 óta)
- Speciale Superquark (1991 óta)
- Linea verde (1981 óta)
- Linea bianca (2014 óta)
- Lineablu (1993 óta)
- Dreams Road (2004 óta)
- Road Italy (2012)
- Easy Driver (2002 óta)
- Overland (1995 óta)
- Passaggio a Nord Ovest (1997 óta)
- Stanotte (2015 óta)
- Cinematografo
- Milleeunlibro – Scrittori in Tv
- Sette note

#### Saját gyártású sorozatok
- Drága doktor úr (1998 óta)
- Montalbano felügyelő (1999 óta)
- Don Matteo (2000 óta)
- Provaci ancora prof (2005 óta)
- Un passo dal cielo (2011 óta)
- Che Dio ci aiuti (2011 óta)
- Az ifjú Montalbano (2012 óta)
- Questo nostro amore (2012 óta)
- Braccialetti rossi (2014 óta)
- Una pallottola nel cuore (2014 óta)
- È arrivata la felicità (2015 óta)
- Il paradiso delle signore (2015 óta)
- Tutto può succedere (2015 óta)
- I Medici (2016 óta)
- La mafia uccide solo d'estate (2016 óta)
- Il sogno di Rocco (2016 óta)
- Il Confine (2016 óta)
- Di padre in figlia (2016 óta)
- Catturandi – Nel nome del padre (2016 óta)
- La Classe degli asini (2016 óta)
- Io ci sono (2016 óta)
- Purché finisca bene (2016 óta)

## Vételi lehetőségek
Olaszországban analóg és digitális földi sugárzású rendszerben egyaránt elérhető. Magyarországon a legtöbb kábeltelevíziós szolgáltató kínálatában is megtalálható. Műholdról digitális formában az Astra 19,2° pozícióról és az Hot Bird-ről – általában a sportközvetítéseket kivéve – Magyarországon is kódolatlanul vehető.

## Fordítás
Ez a szócikk részben vagy egészben  a   Rai 1 című olasz Wikipédia-szócikk ezen változatának fordításán alapul.  Az eredeti cikk szerkesztőit annak laptörténete sorolja fel. Ez a jelzés csupán a megfogalmazás eredetét és a szerzői jogokat jelzi, nem szolgál a cikkben szereplő információk forrásmegjelöléseként.

## Külső hivatkozások
- Hivatalos honlap